# Первухін Костянтин Костянтинович
Костянти́н Костянти́нович Перву́хін (21 травня (2 червня) 1863, Харків — 26 січня (8 лютого) 1915, Москва) — український пейзажний живописець імпресіоніст, ілюстратор, фотограф, член Товариства пересувних художніх виставок, один із засновників Союзу російських художників.

## Біографія

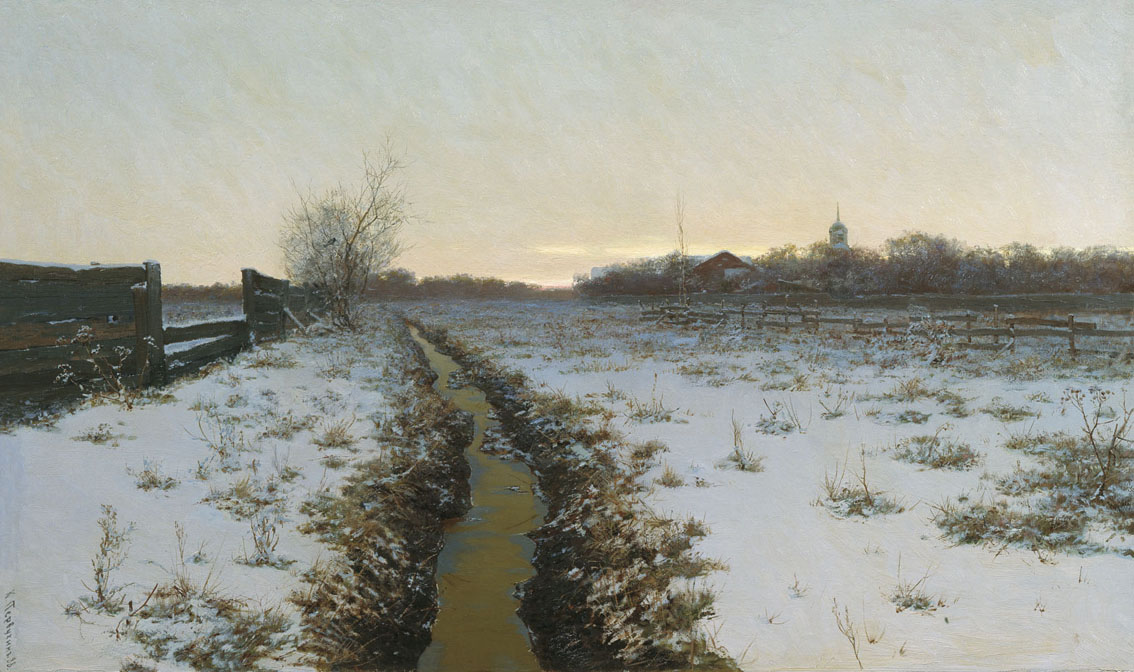
«Зимовий вечір», (1888), полотно, олія

Народився 21 травня (2 червня) 1863 року в Харкові, у родині повітового чиновника межової канцелярії Первухіна Костянтина Павловича. Брат письменника Михайла Первухіна (1870—1928). Початкову художню освіту здобув у реальному училищі в українського художника і педагога Дмитра Безперчого. Після закінчення реального училища з 1884 по 1885 навчався в харківській малювальній школі Марії Раєвської-Іванової.
1885 року переїхав до Санкт-Петербурга, брав приватні уроки в художника з Харківщини Іллі Рєпіна, з 1886 по 1887 рік вільний слухач Імператорської Академії мистецтв, майстерня ад'юнкт-професора Академії Павла Чистякова.
З 1887 експонент Товариства пересувних художніх виставок, 2 березня 1899 року прийнятий у члени Товариства. Картини «Осінь під кінець» (1887), «Зимовий вечір» (1888) були придбані в автора Павлом Третьяковим, і тепер виставляються у Третьяковській галереї у Москві.
1902 року переїжджає до Москви. З 1902 по 1912 викладач Імператорського Строганівського Центрального художньо-промислового училища.
З 1901 року експонент виставок «36 художників». У 1903 році Первухін разом з А. М. Васнецовим, С. В. Івановим, А. Ю. Архиповим, С. А. Виноградовим, О. С. Степановим та І. С. Остроуховим вийшов з Товариства пересувних художніх виставок, став одним із засновників Союзу російських художників.
Як ілюстратор співпрацював з журналами «Щорічник імператорських театрів», «Мальовничий огляд країн світу», «Світова ілюстрація», «Новина». Захоплювався фотографією, 27 жовтня 1910 року прийнятий у члени Російського Фотографічного товариства.
Помер 1915 року в Москві. Похований на Донському цвинтарі. Картина «Пам'ятник Коллеоні у Венеції» (полотно, олія, 1865) зберігається в Одеській державній картинній галереї.

## Галерея

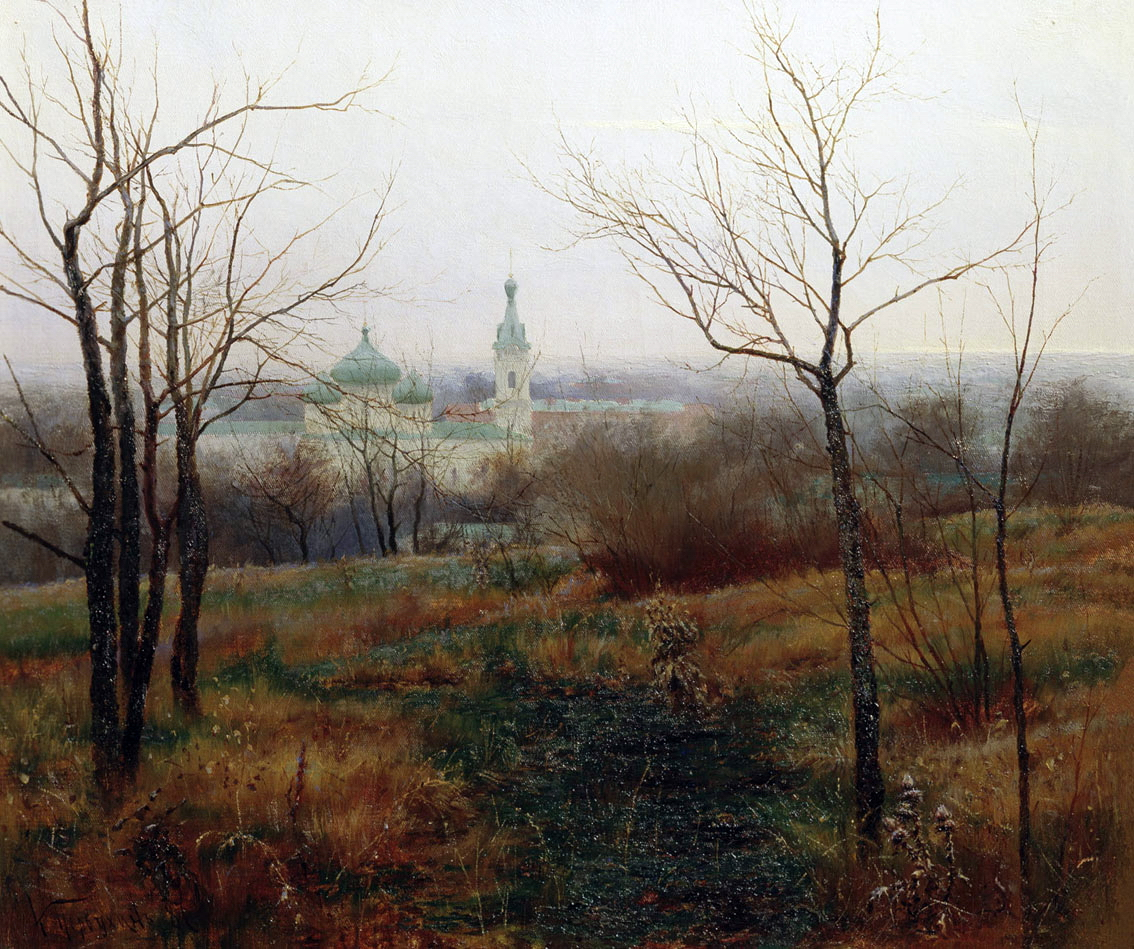
«Осінь закінчується», (1887), полотно, олія
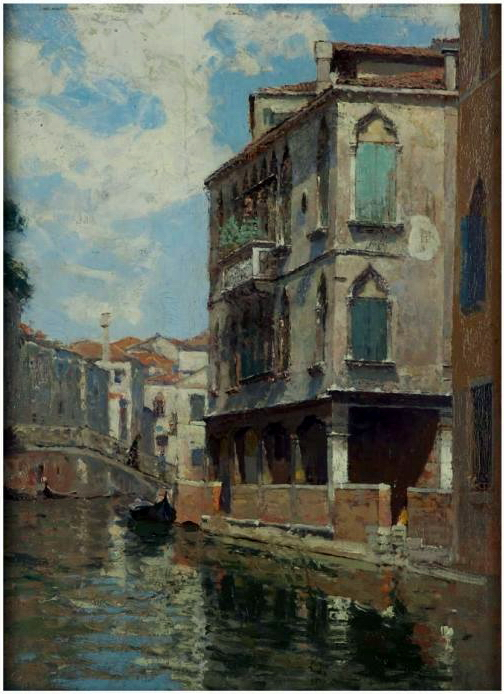
«Венеція», (1900-ті), дошка, олія
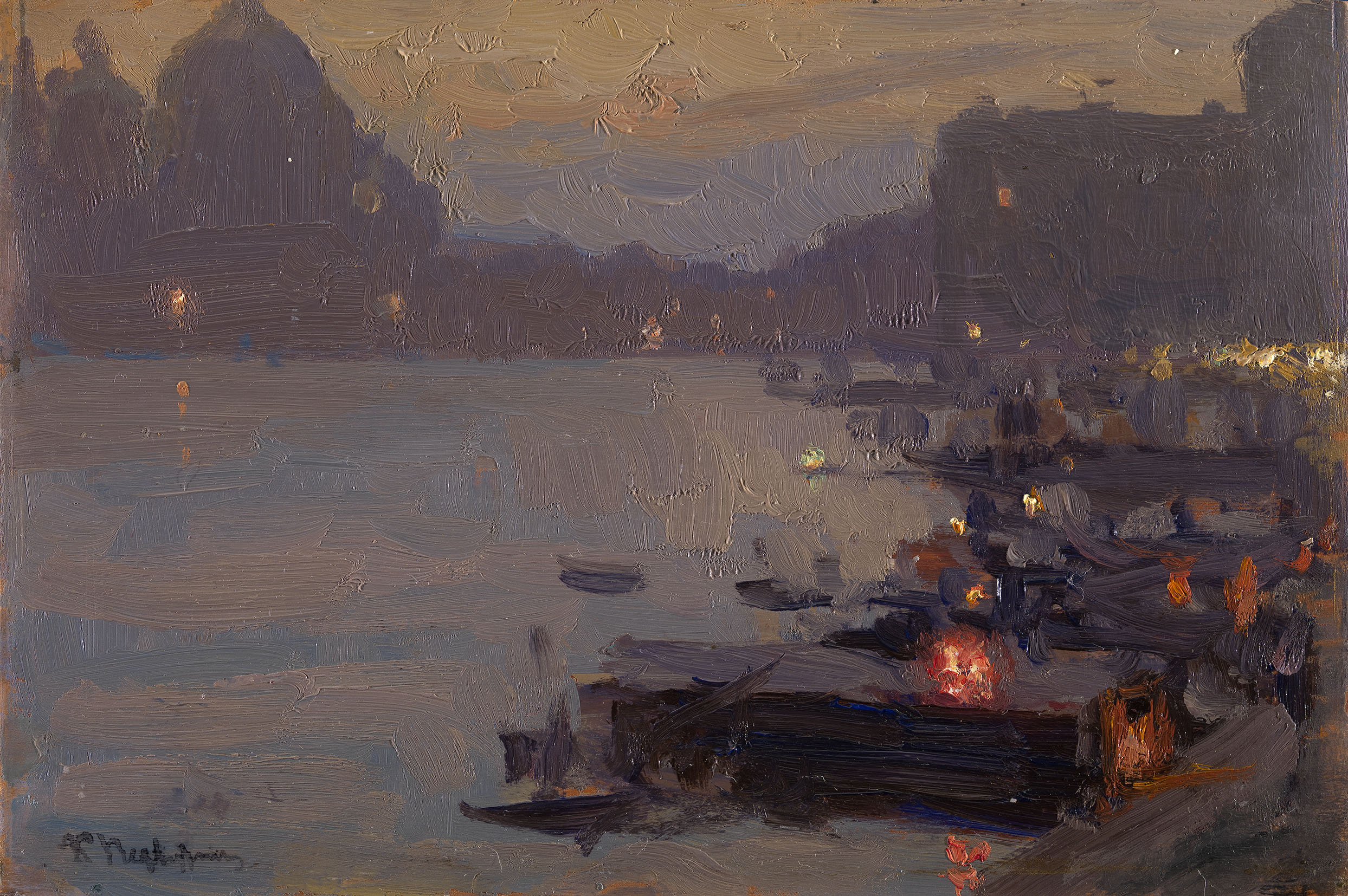
«Вечір у Венеції», (1900-ті), дошка, олія
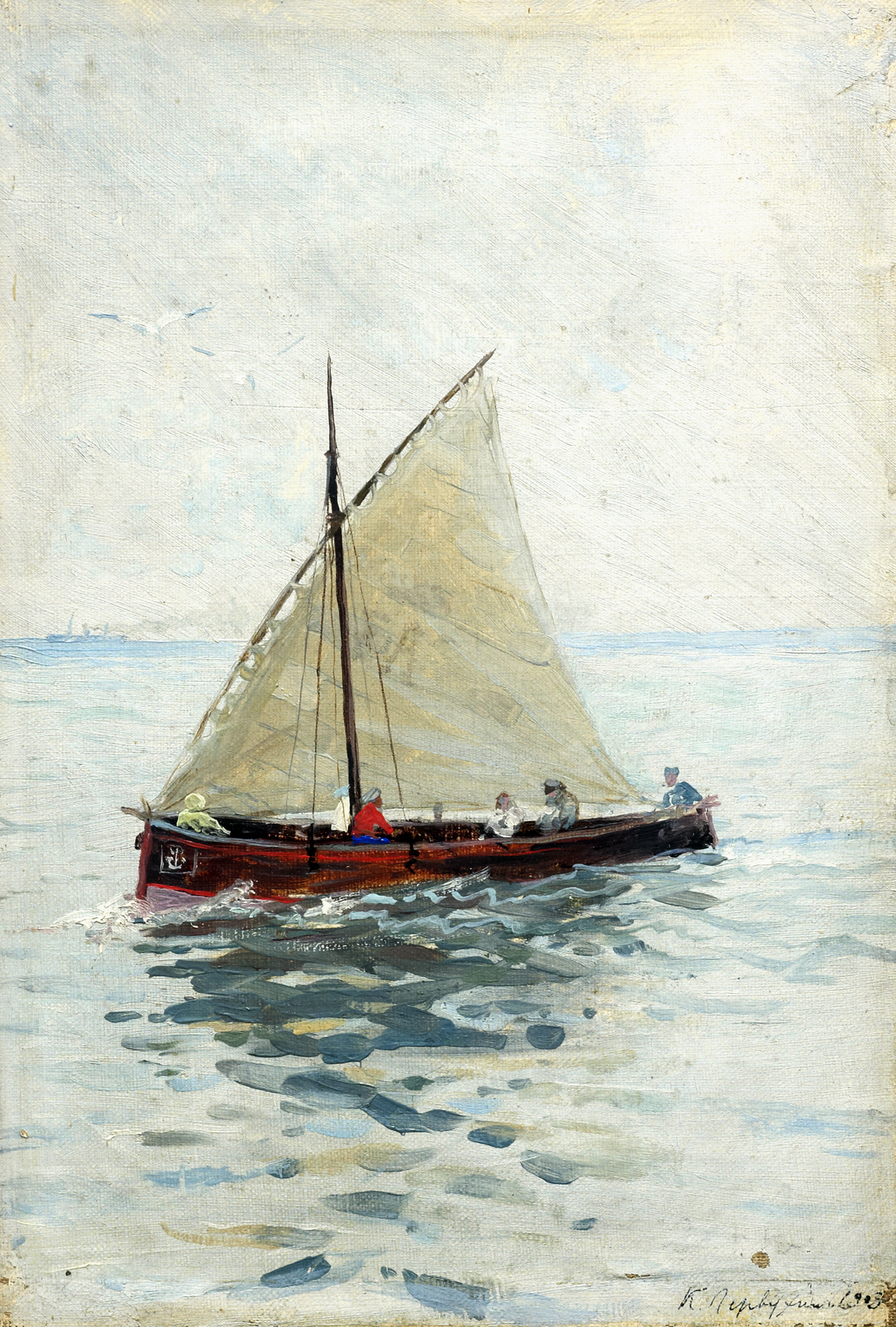
«Вітрильник», (1908), полотно, олія
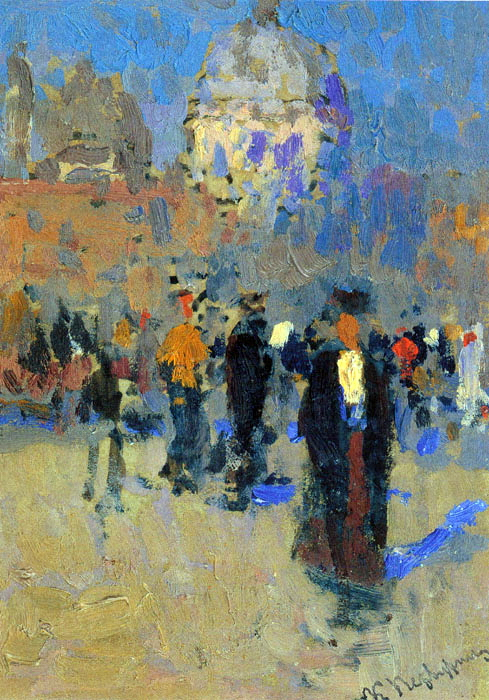
“Венеція. Площа Святого Марка», (1912), картон, наклеєний на фанеру, олія
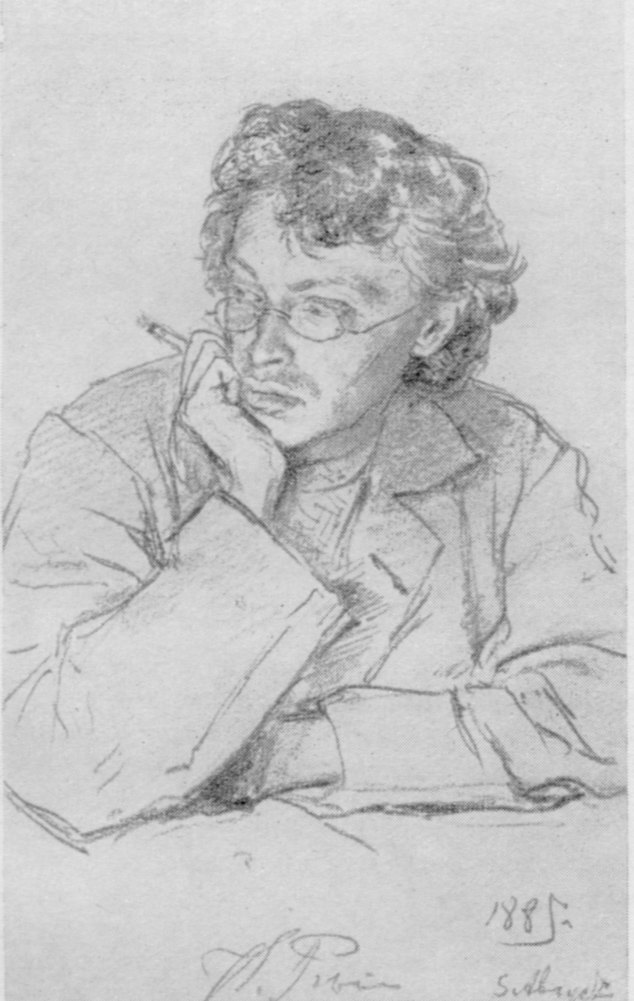
Портрет Первухіна. Ілля Рєпін